# 昭覚県
昭覚県（しょうかく-けん、四川彝語: ꏪꐦꑤ）は中華人民共和国四川省涼山イ族自治州西南部に位置する県。

## 行政区画
- 鎮:新城鎮、城北鎮、竹核鎮、谷曲鎮、比爾鎮、解放溝鎮、三岔河鎮、四開鎮、地莫鎮、古里鎮、俄爾鎮
- 郷:美甘郷、博洛郷、特布洛郷、慶恒郷、補約郷、金曲郷、則普郷、日哈郷、哈甘郷

## 健康・医療・衛生
- 昭覚県人民医院